# Football Club Savoia 1908 2004-2005
Questa voce raccoglie le informazioni riguardanti il Savoia nelle competizioni ufficiali della stagione 2004-2005.

## Stagione
La stagione 2004-2005 fu l'83ª stagione sportiva del Savoia.
Serie D 2004-2005: 3º posto

## Divise e sponsor
| Casa | Trasferta |

## Organigramma societario
Area direttiva
- Presidente:  Gaetano Carotenuto
- Vice presidente: Mario Iovane, Raffaele Sentiero

Area organizzativa
- Direttore Generale: Ivano Salvati
- Team manager: Armando Canonico
- Segretario generale: Giuseppe Dello Iacono
- Dirigente accompagnatore: Domenico De Vito
- Addetto stampa: Rodolfo Nastro

Area sanitaria
- Medico Sociale: dott. Giuseppe Raiola
- Massaggiatore: Andrea Vecchione

Area tecnica
- Direttore Sportivo: Nicola Pannone
- Allenatore:  Andrea Chiappini (1ª-8ª) e (19ª-27ª) poi
 Guglielmo Ricciardi (9ª-18ª) e (28ª-34ª)
- Allenatore in 2ª: Raffaele Di Napoli
- Preparatore atletico: Paolo La Rocca
- Preparatore dei portieri: Franco Anellino
- Magazzinieri: Giovanni Esposito, Pietro Salvatore

## Rosa
| N. |                   | Ruolo | Calciatore          |
| -- | ----------------- | ----- | ------------------- |
|    | Italia (bandiera) | P     | Antonio Afeltra     |
|    | Italia (bandiera) | P     | Tommaso Merola      |
|    | Italia (bandiera) | D     | Andrea Avolio       |
|    | Italia (bandiera) | D     | Giovanni Bagnara    |
|    | Italia (bandiera) | D     | Giovanni Baratto II |
|    | Italia (bandiera) | D     | Michele Borriello   |
|    | Italia (bandiera) | D     | Mariano Grillo      |
|    | Italia (bandiera) | D     | Michele Iorio       |
|    | Italia (bandiera) | D     | Nicola Lagnena      |
|    | Italia (bandiera) | D     | Giuseppe Pecorilli  |
|    | Italia (bandiera) | D     | Andrea Martino      |
|    | Italia (bandiera) | D     | Gennaro Tessitore   |
|    | Italia (bandiera) | C     | Carlo Baylon        |
|    | Italia (bandiera) | C     | Antonio Cerrato     |
|    | Italia (bandiera) | C     | Roberto Festa       |

| N. |                    | Ruolo | Calciatore                  |
| -- | ------------------ | ----- | --------------------------- |
|    | Italia (bandiera)  | C     | Antonio Greco               |
|    | Italia (bandiera)  | C     | Ciro Ianniello              |
|    | Italia (bandiera)  | C     | Francesco Latartara         |
|    | Italia (bandiera)  | C     | Salvatore Marra             |
|    | Italia (bandiera)  | C     | Pasquale Ottobre (capitano) |
|    | Italia (bandiera)  | C     | Gennaro Sileno              |
|    | Italia (bandiera)  | C     | Carlo Tamponi               |
|    | Italia (bandiera)  | C     | Salvatore Vitagliano        |
|    | Italia (bandiera)  | A     | Giovanni Baratto I          |
|    | Italia (bandiera)  | A     | Raffaele Caccavale          |
|    | Italia (bandiera)  | A     | Luigi Di Bonito             |
|    | Italia (bandiera)  | A     | Francesco Ingenito          |
|    | Senegal (bandiera) | A     | Alice Kadam                 |
|    | Italia (bandiera)  | A     | Rosario Majella             |
|    | Italia (bandiera)  | A     | Ciro Monaco                 |

## Calciomercato
| Acquisti | Acquisti             | Acquisti       | Acquisti   |
| R.       | Nome                 | da             | Modalità   |
| -------- | -------------------- | -------------- | ---------- |
| P        | Antonio Afeltra      | Napoli         |            |
| P        | Tommaso Merola       | San Marino     |            |
| D        | Andrea Avolio        | Viribus Unitis | definitivo |
| D        | Giovanni Baratto II  | Puteolana      | definitivo |
| D        | Mariano Grillo       | Puteolana      | definitivo |
| D        | Andrea Martino       | Benevento      |            |
| D        | Giuseppe Pecorilli   | Latina         | definitivo |
| C        | Roberto Festa        | Sorrento       |            |
| C        | Antonio Greco        | Viribus Unitis |            |
| C        | Ciro Ianniello       | Juve Stabia    |            |
| C        | Francesco Latartara  | Lavello        |            |
| C        | Salvatore Marra      | Sangiuseppese  |            |
| C        | Gennaro Sileno       | Napoli         | definitivo |
| C        | Salvatore Vitagliano | Sangiuseppese  |            |
| A        | Giovanni Baratto I   | Juve Stabia    | definitivo |
| A        | Luigi Di Bonito      | Puteolana      | definitivo |
| A        | Francesco Ingenito   | Juve Stabia    | definitivo |
| A        | Alice Kadam          | Boys Caivanese | definitivo |
| A        | Ciro Monaco          | Boys Caivanese | definitivo |

| Cessioni | Cessioni       | Cessioni | Cessioni   |
| R.       | Nome           | a        | Modalità   |
| -------- | -------------- | -------- | ---------- |
| D        | Andrea Martino | Angri    | prestito   |
| A        | Sossio Aruta   |          | svincolato |

## Risultati

### Serie D

#### Girone di andata
| Arbitro: | Massimo Vallesi (Ascoli Piceno) |

|                                 |           |                     |
| Monaco 32’ (rig.) Di Bonito 79’ | Marcatori | 48’ (rig.) Chiaiese |

| Arbitro: | Guido Di Francesco (Teramo) |

|  |           |               |
|  | Marcatori | 90’ Di Bonito |

| Arbitro: | Gesuele Paparazzo (Catanzaro) |

|                          |           |                        |
| Baratto I 29’ Monaco 80’ | Marcatori | 65’ Russo 67’ Maiorano |

| Arbitro: | Salvatore Longo (Paola) |

|              |           |            |
| D’Angelo 75’ | Marcatori | 83’ Monaco |

| Arbitro: | Stefanini (Livorno) |

|                            |           |  |
| Kadam 2’, 58’ Ingenito 36’ | Marcatori |  |

| Arbitro: | Leonardo Baracani (Firenze) |

|                               |           |  |
| Della Ventura 2’ Poziello 26’ | Marcatori |  |

| Arbitro: | Angelo Martino Giancola (Vasto) |

|                      |           |                     |
| Kadam 64’ Monaco 79’ | Marcatori | 30’ (rig.) Pezzullo |

| Arbitro: | Borracci (San Benedetto del Tronto) |

|                                 |           |  |
| Baratto II 4’ (aut.) Diallo 53’ | Marcatori |  |

| Arbitro: | Faggiano (Civitavecchia) |

|                      |           |  |
| Monaco 15’ Kadam 89’ | Marcatori |  |

| Arbitro: | Ruini (Reggio Emilia) |

|             |           |            |
| Belcore 42’ | Marcatori | 84’ Monaco |

| Arbitro: | Riccardo Tozzi (Ostia Lido) |

|                                            |           |                    |
| Monaco 3’ (rig.), 49’ (rig.) Di Bonito 85’ | Marcatori | 39’ (rig.) De Luca |

| Arbitro: | Alessandro Petroselli (Viterbo) |

|  |           |                   |
|  | Marcatori | 34’, 49’ Ingenito |

| Arbitro: | Massimo Vallesi (Ascoli Piceno) |

|             |           |            |
| Scarola 53’ | Marcatori | 34’ Monaco |

| Arbitro: | Gaetano Zonno (Bari) |

|                          |           |  |
| Monaco 63’ Latartara 72’ | Marcatori |  |

| Angri 8 dicembre 2004, ore CEST 15ª giornata | Angri                         | 0 – 0 referto | Savoia | Stadio Pasquale Novi (3 500 spett.)\| Arbitro: \| Gesuele Paparazzo (Catanzaro) \| |
| Arbitro:                                     | Gesuele Paparazzo (Catanzaro) |               |        |                                                                                    |

| Arbitro: | Angelo Belcastro (Taurianova) |

|            |           |              |
| Monaco 20’ | Marcatori | 80’ Sgambati |

| Arbitro: | Stefanini (Livorno) |

|                                          |           |  |
| Sgambati S. 30’ Tortora 61’ Fariello 70’ | Marcatori |  |

#### Girone di ritorno
| Ariano Irpino 8 gennaio 2005, ore CEST 18ª giornata | Ariano                     | 0 – 0 referto | Savoia | (800 spett.)\| Arbitro: \| Sebastiano Peruzzo (Schio) \| |
| Arbitro:                                            | Sebastiano Peruzzo (Schio) |               |        |                                                          |

| Arbitro: | Buonocore (Nichelino) |

|           |           |  |
| Marra 48’ | Marcatori |  |

| Arbitro: | Giordano D’Alesio (Forlì) |

|                       |           |  |
| Cascone 50’ Russo 81’ | Marcatori |  |

| Arbitro: | Vallesi (Ascoli Piceno) |

|                              |           |            |
| Di Bonito 33’ Ingenito 90+1’ | Marcatori | 27’ Corona |

| Arbitro: | Pierluigi Gambini (Roma) |

|               |           |  |
| Baratto I 71’ | Marcatori |  |

| Torre Annunziata 13 febbraio 2005, ore CEST 23ª giornata | Savoia                         | 0 – 0 referto | Real Marcianise | Stadio Alfredo Giraud (3 000 spett.)\| Arbitro: \| Michele Liotta (Caltanissetta) \| |
| Arbitro:                                                 | Michele Liotta (Caltanissetta) |               |                 |                                                                                      |

| Arbitro: | Mauro Vivenzi (Brescia) |

|  |           |              |
|  | Marcatori | 77’ Ingenito |

| Arbitro: | Luca Tagarelli (Termoli) |

|  |           |               |
|  | Marcatori | 40’ Del Prete |

| Arbitro: | Petroselli (Viterbo) |

|                           |           |                   |
| Ferdico 30’ Tomaselli 49’ | Marcatori | 16’ (rig.) Monaco |

| Arbitro: | Giancola (Vasto) |

|                                         |           |  |
| Tessitore 35’ Vitagliano 81’ Baylon 90’ | Marcatori |  |

| Arbitro: | Salvatore Longo (Paola) |

|  |           |                                       |
|  | Marcatori | 43’ (rig.) Monaco 69’ (rig.) Ingenito |

| Arbitro: | Davide Massa (Imperia) |

|  |           |             |
|  | Marcatori | 66’ Velardi |

| Arbitro: | Alfonso Marrazzo (Tivoli) |

|           |           |  |
| Marra 53’ | Marcatori |  |

| Arbitro: | Aldo Tramontina (Udine) |

|  |           |                                   |
|  | Marcatori | 15’ (rig.) Ianniello 82’ Ingenito |

| Arbitro: | Marco Misson (Prato) |

|                                            |           |  |
| Ingenito 5’ Bagnara 71’ Ottobre 90’ (rig.) | Marcatori |  |

| San Giuseppe Vesuviano 8 maggio 2005, ore CEST 33ª giornata | Sangiuseppese               | 0 – 0 referto | Savoia | (800 spett.)\| Arbitro: \| Antonino Oliveti (Acireale) \| |
| Arbitro:                                                    | Antonino Oliveti (Acireale) |               |        |                                                           |

| Arbitro: | Michele D’Iasio (Bari) |

|                             |           |  |
| Avolio 6’ Ingenito 34’, 63’ | Marcatori |  |

#### Play-off
| Arbitro: | Zonno (Bari) |

|                  |           |              |
| Ciardiello 90+4’ | Marcatori | 49’ Ingenito |

| Arbitro: | Riccardo Tozzi (Ostia Lido) |

|                                                 |           |            |
| Baylon 38’ Ottobre 48’ Sileno 53’ Di Bonito 87’ | Marcatori | 53’ Mazzeo |

| Arbitro: | Angelo Martino Giancola (Vasto) |

|                     |           |                 |
| Ingenito 76’, 90+6’ | Marcatori | 64’ (rig.) Teta |

| Arbitro: | Leonardo Baracani (Firenze) |

|                           |           |               |
| Zito 42’, 57’ Russo 45+3’ | Marcatori | 35’ Di Bonito |

### Coppa Italia
| Arbitro: | Ferraioli (Nocera Inferiore) |

|  |           |               |
|  | Marcatori | 90+4’ Bagnara |

| Arbitro: | Salvati (Falerna) |

|                                                      |           |                 |
| Monaco 19’ (rig.), 23’ Ianniello 40’ Baratto I 90+1’ | Marcatori | 83’ Guadagnuolo |

| Arbitro: | Citro (Battipaglia) |

|                                 |           |  |
| Kadam 8’ Ingenito 29’ Festa 36’ | Marcatori |  |

| Arbitro: | Laterza (Matera) |

|             |           |  |
| Tortora 63’ | Marcatori |  |

| Arbitro: | Doveri (Aprilia) |

|                                              |           |           |
| Pieraccini 23’ Armonia 32’ Romano 41’ (rig.) | Marcatori | 19’ Marra |

| Arbitro: | Nasca (Bari) |

|                         |           |  |
| Marra 15’ Di Bonito 22’ | Marcatori |  |

| Arbitro: | Bellè (Reggio Calabria) |

|            |           |              |
| Marino 72’ | Marcatori | 78’ Ingenito |

| Arbitro: | Cafari Panico (Cassino) |

|                   |           |              |
| Di Bonito 6’, 30’ | Marcatori | 61’ Lo Porto |

| Arbitro: | Magno (Catania) |

|                                       |           |  |
| Fanelli 28’ Pettinato 50’ Serri 90+4’ | Marcatori |  |

| Arbitro: | Lacioppa (Pescara) |

|                   |           |            |
| Monaco 21’ (rig.) | Marcatori | 83’ Spader |

## Statistiche

### Statistiche di squadra
Inserire punti e media inglese solo per il campionato
| Competizione         | Punti | In casa | In casa | In casa | In casa | In casa | In casa | In trasferta | In trasferta | In trasferta | In trasferta | In trasferta | In trasferta | Totale | Totale | Totale | Totale | Totale | Totale | D.R. |
| Competizione         | Punti | G       | V       | N       | P       | Gf      | Gs      | G            | V            | N            | P            | Gf           | Gs           | G      | V      | N      | P      | Gf     | Gs     | D.R. |
| -------------------- | ----- | ------- | ------- | ------- | ------- | ------- | ------- | ------------ | ------------ | ------------ | ------------ | ------------ | ------------ | ------ | ------ | ------ | ------ | ------ | ------ | ---- |
| Serie D              | 63    | 17      | 12      | 3       | 2       | 33      | 9       | 17           | 6            | 6            | 5            | 12           | 12           | 34     | 18     | 9      | 7      | 45     | 21     | +24  |
| Coppa Italia Serie D | -     | 5       | 4       | 1       | 0       | 12      | 3       | 5            | 1            | 1            | 3            | 3            | 8            | 10     | 5      | 2      | 3      | 15     | 11     | +4   |
| Totale               | 63    | 22      | 16      | 4       | 2       | 45      | 12      | 22           | 7            | 7            | 8            | 15           | 20           | 44     | 23     | 11     | 10     | 60     | 32     | +28  |

### Andamento in campionato
| Giornata  | 1 | 2 | 3 | 4 | 5 | 6 | 7 | 8 | 9 | 10 | 11 | 12 | 13 | 14 | 15 | 16 | 17 | 18 | 19 | 20 | 21 | 22 | 23 | 24 | 25 | 26 | 27 | 28 | 29 | 30 | 31 | 32 | 33 | 34 |
| --------- | - | - | - | - | - | - | - | - | - | -- | -- | -- | -- | -- | -- | -- | -- | -- | -- | -- | -- | -- | -- | -- | -- | -- | -- | -- | -- | -- | -- | -- | -- | -- |
| Luogo     | C | T | C | T | C | T | C | T | C | T  | C  | T  | T  | C  | T  | C  | C  | T  | C  | T  | C  | T  | C  | T  | C  | T  | C  | T  | C  | C  | T  | C  | T  | T  |
| Risultato | V | V | N | N | V | P | V | P | V | N  | V  | V  | N  | V  | N  | N  | V  | N  | V  | P  | V  | P  | N  | V  | P  | P  | V  | V  | P  | V  | V  | V  | N  | V  |
| Posizione | 1 | 1 |   |   |   |   |   |   |   |    |    |    |    |    |    |    |    |    |    |    |    |    |    |    |    |    |    |    |    |    |    |    |    | 3  |

### Statistiche dei giocatori
Sono in corsivo i calciatori che hanno lasciato la società a stagione in corso.
| Giocatore     | Serie D  | Serie D | Serie D     | Serie D    | Coppa Italia Serie D | Coppa Italia Serie D | Coppa Italia Serie D | Coppa Italia Serie D | Totale   | Totale | Totale      | Totale     |
| Giocatore     | Presenze | Reti    | Ammonizioni | Espulsioni | Presenze             | Reti                 | Ammonizioni          | Espulsioni           | Presenze | Reti   | Ammonizioni | Espulsioni |
| ------------- | -------- | ------- | ----------- | ---------- | -------------------- | -------------------- | -------------------- | -------------------- | -------- | ------ | ----------- | ---------- |
| A. Afeltra    | 34       | -29     | 0+1         | 1          | 2                    | -4                   | 0                    | 0                    | 36       | -33    | 1           | 1          |
| A. Avolio     | 33       | 1       | 7+1         | 0          | 7                    | 0                    | 0                    | 0                    | 40       | 1      | 8           | 0          |
| G. Bagnara    | 24       | 1       | 7+1         | 2          | 4                    | 1                    | 1                    | 0                    | 28       | 2      | 9           | 2          |
| G. Baratto I  | 9        | 1       | 3           | 0          | 3                    | 1                    | 0                    | 0                    | 12       | 2      | 3           | 0          |
| G. Baratto II | 18       | 0       | 3           | 0          | 5                    | 0                    | 1                    | 0                    | 23       | 0      | 4           | 0          |
| C. Baylon     | 26       | 2       | 3           | 0          | 6                    | 0                    | 0                    | 1                    | 32       | 2      | 3           | 1          |
| M. Borriello  | 3        | 0       | 0           | 0          | 2                    | 0                    | 0                    | 0                    | 5        | 0      | 0           | 0          |
| R. Caccavale  | 1        | 0       | 0           | 0          | 0                    | 0                    | 0                    | 0                    | 1        | 0      | 0           | 0          |
| A. Cerrato    | 19       | 0       | 5           | 0          | 3                    | 0                    | 0                    | 0                    | 22       | 0      | 5           | 0          |
| L. Di Bonito  | 30       | 6       | 3           | 0          | 7                    | 3                    | 0                    | 0                    | 37       | 9      | 3           | 0          |
| R. Festa      | 4        | 0       | 1           | 0          | 3                    | 1                    | 1                    | 0                    | 7        | 1      | 2           | 0          |
| X. Galasso    | ?        | ?       | 0           | 0          | 3                    | 0                    | 1                    | 0                    | 3+       | 0+     | 1           | 0          |
| A. Greco      | 1        | 0       | 1           | 0          | 1                    | 0                    | 0                    | 0                    | 2        | 0      | 1           | 0          |
| M. Grillo     | 8        | 0       | 3           | 0          | 1                    | 0                    | 0                    | 0                    | 9        | 0      | 3           | 0          |
| C. Ianniello  | 34       | 1       | 3           | 0          | 8                    | 1                    | 0                    | 0                    | 42       | 2      | 3           | 0          |
| F. Ingenito   | 34       | 13      | 2+1         | 1          | 8                    | 2                    | 0                    | 0                    | 42       | 15     | 3           | 1          |
| M. Iorio      | 21       | 0       | 0+1         | 0          | 4                    | 0                    | 1                    | 0                    | 25       | 0      | 2           | 0          |
| A. Kadam      | 17       | 4       | 2           | 1          | 4                    | 1                    | 0                    | 0                    | 21       | 5      | 2           | 1          |
| N. Lagnena    | 4        | 0       | 1           | 0          | 3                    | 0                    | 0                    | 0                    | 7        | 0      | 1           | 0          |
| F. Latartara  | 18       | 1       | 2           | 0          | 4                    | 0                    | 2                    | 0                    | 22       | 1      | 4           | 0          |
| R. Majella    | 4        | 0       | 0           | 0          | 1                    | 0                    | 0                    | 0                    | 5        | 0      | 0           | 0          |
| S. Marra      | 24       | 2       | 1           | 0          | 5                    | 2                    | 0                    | 0                    | 29       | 4      | 1           | 0          |
| A. Martino    | 20       | 0       | 7+2         | 1          | 4                    | 0                    | 1                    | 0                    | 24       | 0      | 10          | 1          |
| T. Merola     | 5        | -1      | 0           | 0          | 6                    | -6                   | 0                    | 0                    | 11       | -7     | 0           | 0          |
| C. Monaco     | 31       | 13      | 7           | 0          | 9                    | 3                    | 2                    | 0                    | 40       | 16     | 9           | 0          |
| P. Ottobre    | 27       | 2       | 5+1         | 0          | 6                    | 0                    | 2                    | 0                    | 33       | 2      | 8           | 0          |
| G. Pecorilli  | 4        | 0       | 4           | 0          | 2                    | 0                    | 1                    | 0                    | 6        | 0      | 5           | 0          |
| G. Sicignano  | ?        | ?       | 0           | 0          | 2                    | -1                   | 0                    | 0                    | 2+       | -1+    | 0           | 0          |
| G. Sileno     | 29       | 1       | 1+1         | 0          | 7                    | 0                    | 1                    | 0                    | 36       | 1      | 3           | 0          |
| C. Tamponi    | 1        | 0       | 0           | 0          | 1                    | 0                    | 0                    | 0                    | 2        | 0      | 0           | 0          |
| G. Tessitore  | 24       | 1       | 10          | 2          | 8                    | 0                    | 0                    | 0                    | 32       | 1      | 10          | 2          |
| S. Vitagliano | 15       | 1       | 1           | 1          | 6                    | 0                    | 0                    | 0                    | 21       | 1      | 1           | 1          |